# Championnat féminin de la CONCACAF 1994
Navigation
Édition précédente Édition suivante
Le Championnat féminin de la CONCACAF 1994 est la troisième édition du Championnat féminin de la CONCACAF, qui met aux prises les meilleures sélections féminines de football d'Amérique du Nord, d'Amérique centrale et des Caraïbes affiliées à la CONCACAF. La compétition se déroule au Complexe sportif Claude-Robillard de Montréal au Canada du 13 au 21 août 1994. Elle sert également de tournoi qualificatif pour la Coupe du monde féminine de football 1995 qui se déroule en Suède du 5 au 18 juin 1995 et pour laquelle les deux premiers du Championnat se qualifient directement.

## Villes
| \| Montréal \| |                                          |
| \| Montréal \| | Complexe sportif Claude-Robillard Canada |
| -------------- | ---------------------------------------- |
| \| Montréal \| | Capacité: 9 500                          |
| \| Montréal \| |                                          |
| \| Montréal \| | Montréal                                 |

## Nations participantes
| Équipe                |                       |                       |
| Zone Amérique du Nord | Zone Amérique du Nord | Zone Amérique du Nord |
| --------------------- | --------------------- | --------------------- |
| Canada                |                       |                       |
| États-Unis            |                       |                       |
| Mexique               |                       |                       |
| Zone Caraïbes         |                       |                       |
| Trinité-et-Tobago     |                       |                       |
| Jamaïque              |                       |                       |

## Compétition
Le format de la compétition est celui d'un tournoi toutes rondes simple. Chaque équipe joue un match contre toutes les autres équipes du même groupe.
- Victoire : 3 points ;
- Match nul : 1 point ;
- Défaite : 0 point.